# Färöische Fußballmeisterschaft 1970
Die Färöische Fußballmeisterschaft 1970 wurde in der Meistaradeildin genannten ersten färöischen Liga ausgetragen und war insgesamt die 28. Saison. Sie startete am 3. Mai 1970 und endete am 30. August 1970.
Meister wurde Titelverteidiger KÍ Klaksvík, die den Titel somit zum fünften Mal in Folge und zum 14. Mal insgesamt erringen konnten.
Im Vergleich zur Vorsaison verschlechterte sich die Torquote auf 4,20 pro Spiel, was den niedrigsten Schnitt seit 1963 bedeutete. Den höchsten Sieg erzielte KÍ Klaksvík mit einem 10:0 gegen VB Vágur, was zugleich das torreichste Spiel darstellte.

## Modus
In der Meistaradeildin spielte jede Mannschaft an acht Spieltagen jeweils zweimal gegen jede andere. Die punktbeste Mannschaft zu Saisonende stand als Meister dieser Liga fest, eine Abstiegsregelung gab es nicht.

## Saisonverlauf
KÍ Klaksvík konnte die ersten drei Spiele gewinnen, darunter war ein 4:0-Heimsieg gegen den stärksten Verfolger HB Tórshavn, verlor dann jedoch im Auswärtsspiel gegen VB Vágur mit 1:2. Die Tabellenführung wurde dennoch bis zum Saisonende behauptet, da HB kurz darauf auswärts gegen VB Vágur mit 1:4 verlor und zuvor weitere Punkte durch zwei Unentschieden einbüßte, während KÍ bis auf das letzte Spiel, welches auswärts mit 2:3 gegen HB Tórshavn verloren wurde, alle restlichen Spiele gewann.

## Abschlusstabelle
| Pl. | Verein          | Sp. | S | U | N | Tore    | Quote | Punkte |
| --- | --------------- | --- | - | - | - | ------- | ----- | ------ |
| 1.  | KÍ Klaksvík (M) | 8   | 6 | 0 | 2 | 027:600 | 4,50  | 12:40  |
| 2.  | HB Tórshavn (P) | 8   | 4 | 2 | 2 | 023:160 | 1,44  | 10:60  |
| 3.  | TB Tvøroyri     | 8   | 4 | 1 | 3 | 015:130 | 1,15  | 09:70  |
| 4.  | VB Vágur        | 8   | 2 | 1 | 5 | 010:320 | 0,31  | 05:11  |
| 5.  | B36 Tórshavn    | 8   | 1 | 2 | 5 | 009:170 | 0,53  | 04:12  |

Platzierungskriterien: 1. Punkte – 2. Torquotient
| (M) | Meister 1969     |
| (P) | Pokalsieger 1969 |

## Spiele und Ergebnisse
|              | B36 | HB  | KÍ  | TB  | VB    |
| ------------ | --- | --- | --- | --- | ----- |
| B36 Tórshavn |     | 2:2 | 1:2 | 0:1 | 5:0   |
| HB Tórshavn  | 5:1 |     | 3:2 | 4:2 | 7:0   |
| KÍ Klaksvík  | 4:0 | 4:0 |     | 3:0 | 10:00 |
| TB Tvøroyri  | 3:0 | 1:1 | 0:1 |     | 4:2   |
| VB Vágur     | 0:0 | 4:1 | 2:1 | 2:4 |       |

## Spielstätten
| Mannschaft   | Stadion        | Spielort |
| ------------ | -------------- | -------- |
| B36 Tórshavn | Gundadalur     | Tórshavn |
| HB Tórshavn  | Gundadalur     | Tórshavn |
| KÍ Klaksvík  | Við Djúpumýrar | Klaksvík |
| TB Tvøroyri  | Sevmýri        | Tvøroyri |
| VB Vágur     | Á Eiðinum      | Vágur    |

## Nationaler Pokal
Im Landespokal lehnte es KÍ Klaksvík ab, das Finale im Stadion von HB Tórshavn auszutragen, so dass an dessen Stelle der unterlegene Halbfinalist VB Vágur gefragt wurde, ob dieser stattdessen im Finale antreten wolle. Da VB ebenfalls ablehnte, entschied der Verband, den Pokal nicht zu vergeben.